# Albert Thurton
Albert Thurton (* 4. Juni 1977) ist ein belizischer Fußballspieler auf der Position des Verteidigers. 2006 kam er von Kulture Yabra SC zum FC Belize. Seit 2005 hat er 3 Spiele für die belizische Nationalmannschaft bestritten.